# Шаймерденов, Балгабай Мынбаевич
Балгабай Мынбаевич Шаймерденов (каз. Балғабай Мыңбайұлы Шәймерденов, 25 апреля 1948 — 14 июля 2020) — казахстанский политический и общественный деятель, кандидат технических наук, член-корреспондент Международной Академии наук по экологии (МАНЭБ), профессор ЕИТИ.

## Биография
Родился 25 апреля 1948 года в посёлке Майкаин Павлодарской области, казах, образование высшее. Окончил Алма-Атинскую высшую партийную школу в 1979 году, Павлодарский индустриальный институт в 1988 году по специальности «промышленное и гражданское строительство». Член партии «Нур Отан» с 1997 года.
Шаймерденов Б. М. начинал свою деятельность учителем Майкаинской восьмилетней школы, избран секретарем комитета комсомола комбината «Маикаинзолото», заместителем секретаря партийного комитета, председателем объединённого комитета профсоюза треста «Экибастузэнергострой», заведующим организационным отделом Экибастузского горкома Компартии Казахстана, секретарем парткома, заместителем управляющего треста «Экибастузэнергожилпромстрой». Его трудолюбие, энтузиазм, деловитость были достойно оценены трудовыми коллективами. Балгабай Мынбаевич всегда был среди энергостроителей Экибастузского топливно-энергетического комплекса и внес значительный вклад в его становление и развитие города Экибастуза.
Балгабай Мынбаевич неоднократно избирался депутатом Экибастузского городского Совета народных депутатов, депутатом и секретарём Экибастузского городского маслихата трёх созывов. Как секретарь городского маслихата Балгабай Мынбаевич особое внимание уделял вопросам организации местных представительных органов в период их становления и способствовал их развитию. По вопросам местного бюджета «Подготовка и представление муниципального бюджета» проходил обучение в Польской Народной Республике. Работу строил на основе законодательных актов Республики Казахстан, повышая при этом роль депутатов маслихата в управлении городом. В своей работе большое внимание уделял социальной сфере, здравоохранению и особенно экологии, безопасности человека и природы. Автор более двадцати научных публикаций, трех монографий по вопросам экологии.
Будучи председателем общественного объединения «За будущее Экибастуза» способствовал развитию у горожан чувства патриотизма и любви к своему городу, стране. По личной инициативе Балгабая Мынбаевича был разработан и принят «Кодекс экибастузца».
По его инициативе и непосредственном руководстве в городе возведен памятник «Жертвам политических репрессий», открыт городской музей, разработан и установлен символ города на въезде в город.
В 2003 году Указом Президента Республики Казахстан утвержден членом Национального Совета Республики Казахстан, где представлял Павлодарскую область.
С 2007 по 2013 год занимал должность директора Экибастузского Политехнического колледжа. За этот период в колледже было создано 3 новых лаборатории, общеобразовательный портал и единая система телекоммуникаций, пополнен парк компьютерной техники, выполнен капитальный ремонт библиотеки.
По итогам 2009 года колледж признан лучшим учебным заведением технического и профессионального образования Павлодарской области и лучшим заведением Республики Казахстан в номинации «За внедрение инновационных методов работы».

### Семья

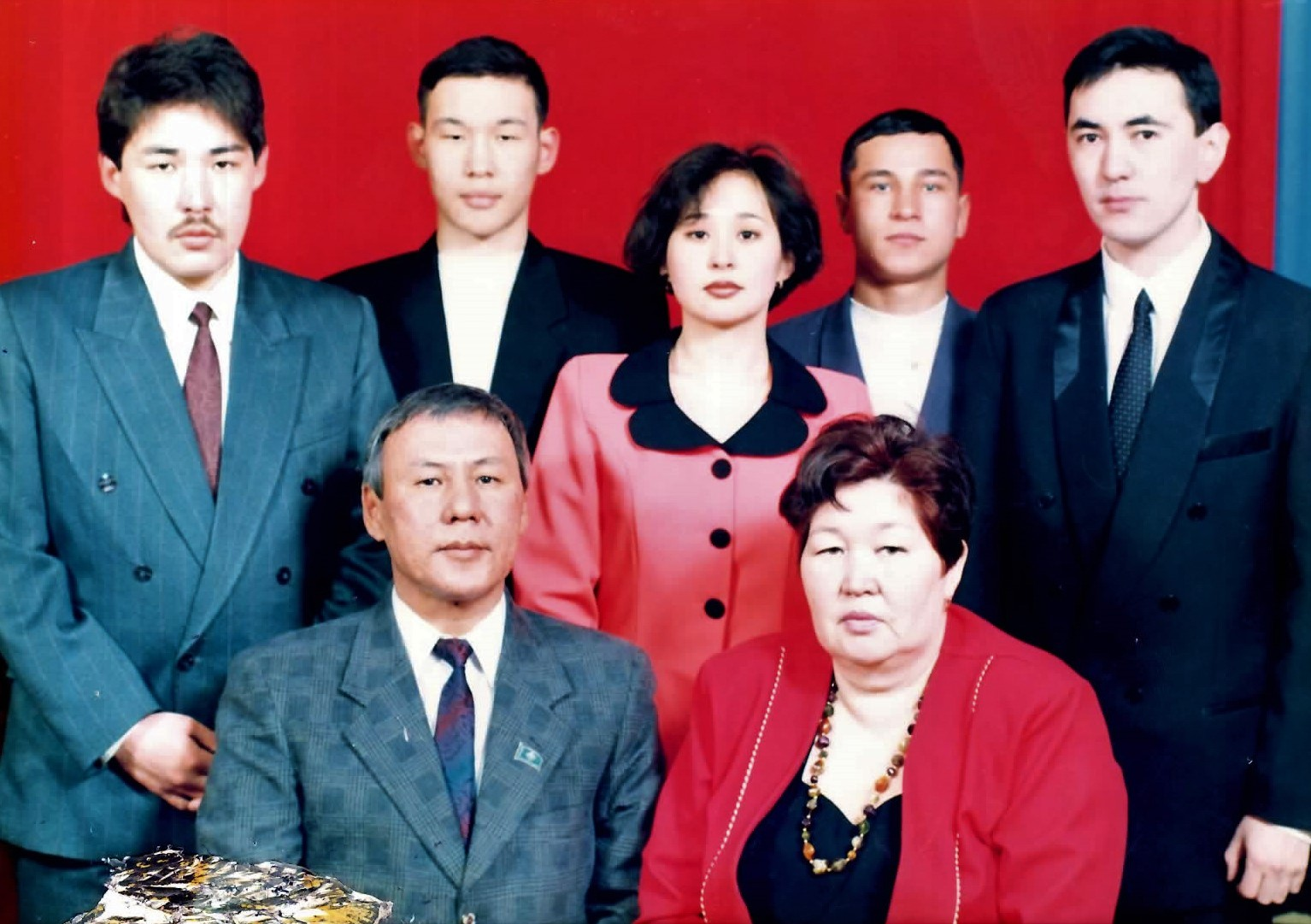
слева направо: Шаймерденов Данияр, Шаймерденов Даулет, Шаймерденова Гульдана, Шаймерденов Тимур, Сатвалдин Канат (муж Гульданы). Сидят Балгабай Мынбаевич с супругой Канат Кабзакировной

Отец — Шаймерденов Мынбай Шаймерденович (15.05.1912 — 1988)
Мать — Каирова Антай (20.10.1926 — 1994)
Супруга — Байтасова Канат Кабзакировна (род. 04.05.1948-17.07.2022)
Дети — Шаймерденов Данияр Балгабаевич (25.02.1972 — 02.08.2000), Шаймерденова Гульдана Балгабаевна (08.05.1974 г.р.), Шаймерденов Даулет Балгабаевич (02.10.1980 — 06.08.2001)
Внуки — Балгабаев Ернар Даниярович (19.07.1999 г.р.), Сатвалдина Малика Канатовна (16.04.1999 г.р.), Маркленов Мади Канатович (05.08.2005 г.р.)

## Награды и звания
Почётный гражданин города Экибастуз, награждён 6 медалями СССР и РК. Почётной грамотой РК, Почётной грамотой Сената Парламента РК, Знаками «За заслуги перед областью», «За заслуги перед городом», «Шахтерской Славы» трёх степеней, «Почётный работник угольной промышленности» ЦК ВЛКСМ. Награждён почётными грамотами, знаками и другими ведомственными наградами.